# Stéphane Gsell
Pour les articles homonymes, voir Gsell.
Stéphane Gsell, né à Paris le 7 février 1864 et mort à Paris le 1er janvier 1932, est un archéologue et historien français, spécialiste de l'Afrique romaine et plus particulièrement de l'Algérie romaine.

## Biographie
Il naît en 1864 d'un père peintre verrier originaire de Saint-Gall (Suisse) et naturalisé français, Gaspard Gsell, et d'une mère, Caroline Adèle Laurent, apparentée à Louis Pasteur. Élève de l'École normale supérieure  en 1883, membre de l'École française de Rome (1886 - 1890), il exécuta en 1889 les premières fouilles méthodiques dans la nécropole étrusque de Vulci.
Il obtient en 1894 son doctorat avec une thèse principale sur le règne de l'empereur Domitien et une thèse secondaire sur Tipaza, De Tipasa Mauretaniae Caesariensis urbe.
Nommé professeur à l’École supérieure des lettres d'Alger, il opère des fouilles à Tipasa et explore plusieurs sites antiques de l'Algérie, publiant en 1901 un inventaire en deux volumes Monuments antiques de l'Algérie et commence un recueil des Inscriptions latines d'Algérie, dont il ne peut publier que le Tome I Inscriptions de la Proconsulaire. 
À partir de 1900, il est inspecteur des antiquités de l'Algérie, directeur du Musée d'Alger, en 1919, il est nommé inspecteur général des musées archéologiques de l'Algérie, et en 1912 professeur au Collège de France, poste qu'il occupe jusqu'à 1932. En 1923, il devient membre de l'Académie des inscriptions et belles-lettres.
Son œuvre capitale est l'Histoire ancienne de l’Afrique du Nord rédigée entre 1913 et 1929.

### Mort
Atteint de phlébite, il meurt d'une embolie le 1er janvier 1932 et est enterré au cimetière des Longs Réages à Meudon.

## Principales publications
- Fouilles dans la nécropole de Vulci : exécutées et publiées, aux frais de S. E. le prince Torlonia, Paris, Ernest Thorin éditeur, 1891, 570 p. et 20 planches (lire en ligne)[6],
- Essai sur le règne de l’empereur Domitien, Paris, Thorin et fils éditeurs, coll. « Bibliothèque des Écoles françaises d'Athènes et de Rome no 65 », 1894, 392 p. (lire en ligne)
- Recherches archéologiques en Algérie (1893)
- " Guide archéologique des environs d'Alger  (Cherchel, Tipasa, Tombeau de la Chrétienne) accompagné de vues et plans. Nouvelle Collection algérienne. Collection A. Jourdan. Par la Librairie Adolphe Jourdan Imprimeur Libraire Éditeur, Alger, 1896.
- Les Monuments antiques de l'Algérie (2 volumes, 1901)
- Atlas archéologique de l'Algérie (1902 - 1911)
- Histoire ancienne de l'Afrique du Nord (8 volumes, 1913-1929)
- Inscriptions latines de l'Algérie (2 volumes, 1922)
- Promenades archéologiques aux environs d'Alger (1926)

## Distinctions

### Décoration
- Chevalier de la Légion d'honneur.

### Récompense
- Prix Jean-Reynaud de l’Académie française (1929).